# Kuldeumadau
Kuldeumadau (en népalais : कुल्देवमान्डौ) est un comité de développement villageois du Népal situé dans le district de Bajura. Au recensement de 2011, il comptait 6 872 habitants.